# Ronald McNair
Ronald Erwin McNair est un astronaute américain, né le 21 octobre 1950 et mort le 28 janvier 1986  lors de l'explosion de la navette Challenger.

## Biographie
Ronald McNair était titulaire d'un doctorat en physique du MIT (1976).

## Vols réalisés
- 3 février 1984 : Challenger STS-41-B. McNair est le deuxième afro-américain à voler dans l'espace.
- 28 janvier 1986 : la mission Challenger STS-51-L est détruite après 1 min 13 s de vol, par suite de l'explosion du réservoir d'hydrogène liquide.

## Divers
Ronald McNair était saxophoniste : avant la mission 51-L il composa avec Jean-Michel Jarre un morceau nommé VIe Rendez-vous. Ronald devait en enregistrer un solo en apesanteur, à bord de la navette, créant ainsi le premier morceau musical joué dans l'espace.
Après la catastrophe, ce morceau fut rebaptisé Ron's Piece. Un hommage lui a été rendu lors du concert de Jean-Michel Jarre à Houston.
Il était membre de la foi baha'ie et 5e dan de karaté.